# D. Fernand A. Vander Haeghen
D. Fernand A. Vander Haeghen, belgijski general, * 2. maj 1890, † 1958.